# Tsuzuki-ku
L'arrondissement de Tsuzuki (都筑区, Tsuzuki-ku) est l'un des dix-huit arrondissements de la ville de Yokohama, au Japon. Il est situé au nord de la ville.

## Géographie

### Démographie
En 2016, la population de l'arrondissement de Tsuzuki était de 212 350 habitants répartis sur une superficie de 27,87 km2 (densité de population de 7 620 hab./km2).

## Transport publics
L'arrondissement est desservi par les lignes bleue et verte du métro de Yokohama.

## Culture locale et patrimoine
- Musée d'histoire de Yokohama
- Ruines d'Otsuka Saikachi